# Cuando Quieras...
Cuando Quieras… es el tercer álbum de estudio del cantante Paco de María, publicado el 2 de septiembre de 2014, con la distribución de la compañía discográfica de Universal Music. Se trata de un disco de big band vocal, interpretado en español en el que por primera vez Paco de María incursiona como productor y arreglista junto con Tommy Ruiz, productor de su anterior álbum, Una Buena Señal. Siguiendo la tónica de sus trabajos anteriores, este álbum explora la balada latinoamericana, jazz, bossa nova, swing, y ritmos caribeños, bajo el eje central del big band. Incluye la única versión que se ha hecho en swing de la canción Granada, de Agustín Lara, con un arreglo y orquestación de Eduardo Magallanes.
El título del álbum proviene de la canción de Juan Gabriel, Cuando Quieras… Déjame, misma que está incluida en una nueva versión en este disco.
El 16 de octubre de 2015 fue publicado Cuando Quieras… (Edición Deluxe) que incluye todas las canciones del álbum original, un CD extra recopilatorio de los álbumes Enamórate y Una Buena Señal y un DVD con videos y entrevistas nunca antes vistas.

## Canciones
- Edición estándar - CD

| N.º | Título                         | Escritor(es)                       | Duración |  |
| 1.  | «Desahogo»                     | Roberto Carlos, Erasmo Carlos      | 3:58     |  |
| 2.  | «Contigo en la Distancia»      | César Portillo de la Luz           | 3:12     |  |
| 3.  | «Cuando Quieras... Déjame»     | Juan Gabriel                       | 3:08     |  |
| 4.  | «Lo Mejor de Tu Vida»          | Manuel Alejandro, Marian Beidbeder | 3:55     |  |
| 5.  | «Overjoyed»                    | Stevie Wonder                      | 3:52     |  |
| 6.  | «Frenesí»                      | Alberto Domínguez                  | 3:26     |  |
| 7.  | «Dueño de Nada»                | Manuel Alejandro                   | 4:15     |  |
| 8.  | «Si Pudiera Estar Contigo»     | David Cavazos                      | 4:30     |  |
| 9.  | «Can't Take My Eyes Off You»   | Bob Crewe, Bob Gaudio              | 3:47     |  |
| 10. | «Si Ese Tiempo Pudiera Volver» | Domenica Berté, Norman Shapiro     | 4:13     |  |
| 11. | «Granada»                      | Agustín Lara                       | 4:54     |  |

- Edición Deluxe - CD 2

| N.º | Título                       | Escritor(es)                                                  | Duración |  |
| 12. | «Preso»                      | Rafael Pérez Botija                                           | 3:45     |  |
| 13. | «Perfidia»                   | Alberto Domínguez                                             | 3:11     |  |
| 14. | «I've Got You Under My Skin» | Cole Porter                                                   | 3:33     |  |
| 15. | «Ingrato Amor»               | Kiko Campos, Fernando Riba                                    | 3:34     |  |
| 16. | «Una Buena Señal»            | David Cavazos                                                 | 3:49     |  |
| 17. | «Llévatela»                  | Armando Manzanero                                             | 4:05     |  |
| 18. | «Enamórate»                  | Juan Gabriel                                                  | 4:26     |  |
| 19. | «Nada Se Compara Contigo»    | Álvaro Torres                                                 | 5:08     |  |
| 20. | «Alma Mía»                   | María Grever                                                  | 4:22     |  |
| 21. | «Una Mañana»                 | Clare Fischer                                                 | 3:19     |  |
| 22. | «No Me Vayas a Engañar»      | Osvaldo Farrés                                                | 3:57     |  |
| 23. | «Como Violetas»              | Amendola, Gagllardi                                           | 4:54     |  |
| 24. | «Quién Será»                 | Pablo Beltrán Ruiz, Luis Demetrio                             | 3:08     |  |
| 25. | «Mi Ciudad»                  | José Alfonso Carrillo “Guadalupe Trigo”, Eduardo Carlos Salas | 3:35     |  |

- Edición Deluxe - DVD Todos los videos dirigidos por Julio Berthely

| N.º | Título                                  | Duración |  |
| 1.  | «Música y Sentimiento (Entrevista)»     |          |  |
| 2.  | «Desahogo»                              |          |  |
| 3.  | «Todo Por El Jazz (Entrevista)»         |          |  |
| 4.  | «(Making Of) Lo Mejor de Tu Vida»       |          |  |
| 5.  | «Lo Mejor de Tu Vida»                   |          |  |
| 6.  | «Buscando La Perfección (Entrevista)»   |          |  |
| 7.  | «Dueño de Nada»                         |          |  |
| 8.  | «Enfrentando El Escenario (Entrevista)» |          |  |
| 9.  | «(Making Of) Granada»                   |          |  |
| 10. | «Granada»                               |          |  |
| 11. | «Lo Que Soy (Entrevista)»               |          |  |

## Créditos de producción
- Productor Ejecutivo: Paco de María
- Dirigido y producido por: Tommy Ruiz
- Coproductor musical: Paco de María
- Grabado en Kings Sky Studio / JD Studio
- BigBadBones Studio / Flakdemier Studio (Miami, Florida)
- Mezclado y Masterizado por Tommy Ruiz
- Diseño Gráfico y Arte Digital: Carlos Rojas
- Webmaster: Marco Aboytes
- Fotografía: Rodrigo Marín
- Locación: Zinco Jazz Club (Motolinía 20, Centro Histórico, Ciudad de México)
- Imagen: Irma Sartie para Studio de Belleza Different
- Agradecimiento Especial a Arturo Marín

- Datos: Q22828710